# Malanquilla
Malanquilla település Spanyolországban,  Zaragoza tartományban. Malanquilla Pomer, Aranda de Moncayo, Clarés de Ribota, Bijuesca, Berdejo, Torrelapaja és Ciria községekkel határos. Lakosainak száma 73 fő (2024).

## Népesség
A település népessége az utóbbi években az alábbiak szerint változott:
| Lakosok száma | 116  | 132  | 131  | 123  | 123  | 112  | 105  | 92   | 90   | 73   |
|               | 2001 | 2004 | 2007 | 2009 | 2012 | 2014 | 2017 | 2019 | 2022 | 2024 |